# István Kertész
István Kertész (Budapest, 28 agosto 1929 – Tel Aviv, 16 aprile 1973) è stato un direttore d'orchestra ungherese.

## Biografia

### Infanzia
Kertész nacque a Budapest, il primo figlio di Margit Muresian e Miklos Kertész. Una sorella, Vera, nacque quattro anni dopo. Miklos Kertész, nato a Szécsény, da una grande famiglia ebrea, morì di appendicite nel 1938. Margit Muresian Kertész, una donna energica e intellettualmente dotata, cominciò a lavorare per sostentare la propria famiglia. Nonostante le discriminazioni verso le donne nel sistema professionale ungherese della prima metà del Novecento, la madre di Kertész fu continuamente promossa fino a che non diventò dirigente dell'ufficio in cui lavorava. Kertész cominciò le lezioni di violino a sei anni. Quando giunse ai 12 anni, cominciò a studiare anche pianoforte.

### La Seconda guerra mondiale e l'Olocausto
Con l'invasione dell'Ungheria da parte dei tedeschi durante la seconda Guerra mondiale, e con la coscienza di ciò che stava succedendo agli ebrei in tutta Europa, la famiglia si nascose. La maggior parte dei parenti della famiglia Kertész fu deportata ad Auschwitz nel 1943, e non sopravvisse all'Olocausto.
Per insistenza della madre e a dispetto di tutti i disagi dei tempi di guerra, István Kertész continuò i suoi studi musicali, suonando il violino e studiando composizione. Dopo la guerra, Kertész riprese i suoi studi formali e frequentò il ginnasio dove, nel 1947, si diplomò con lode.
Nello stesso anno, si iscrisse come borsista all'Accademia Reale di Musica, ora l'Accademia Musicale Franz Liszt di Budapest, dove studiò violino, pianoforte e composizione musicale con Zoltán Kodály, Leó Weiner, e Rezsö Kókai. Sviluppato un interesse nella direzione d’orchestra, egli diventò studente di János Ferencsik e László Somogyi. Al conservatorio, Kertész conobbe anche sua moglie, il soprano Edith Gabry, dove erano parte di un dotato gruppo di musicisti. In ambito musicale, l'influenza maggiore per Kertész fu László Somogyi, Bruno Walter, e Otto Klemperer, poi direttore dell'Opera di Budapest.

## Carriera
Dal 1953 al 1955, István Kertész diresse orchestra di Győr, e quella del teatro dell'opera di Budapest dal 1955 al 1957. Dopo lo scompiglio della Rivoluzione ungherese, e con una giovane famiglia sulle spalle, Kertész lasciò l'Ungheria. Con una borsa di studio all'Accademia Nazionale di Santa Cecilia di Roma, Kertész studiò con Fernando Previtali mentre Edith Gabry cantava al teatro dell'opera di Brema.
Dopo aver completato i suoi studi a Roma, la fortuna gli sorrise quando fu ingaggiato come direttore ospite all'Hamburger Symphoniker e al Teatro statale dell'opera di Amburgo, così come a Wiesbaden ed Hannover, dove Kertész elettrizzò il pubblico tedesco con la sua magistrale direzione del "Fidelio" e de "La bohème".
Nel marzo del 1960, István Kertész fu invitato a diventare il direttore musicale generale del teatro dell'Opera di Augusta. Lì, Kertész diresse esibizioni del Flauto Magico, Il ratto dal serraglio, Così fan tutte e Il matrimonio di Figaro di Wolfgang Amadeus Mozart, e in quella occasione si guadagnò il titolo del più raffinato interprete dei lavori di Mozart. Con stimolanti performance di Rigoletto, Don Carlos, Otello, Falstaff di Giuseppe Verdi e la Salomè, insieme all'Arabella e Il cavaliere della rosa di Richard Strauss, Kertész si affermò anche come un maestro nelle più belle opere liriche del Romanticismo italiano. Invitato al Salzburger Festspiele Kertész diresse Die Entführung aus dem Serail con Fritz Wunderlich ed un concerto di musiche di Mozart con la Mozarteum-Orchester nel 1961, un concerto con Elisabeth Schwarzkopf e la Berliner Philharmonisches Orchester nel 1962 e Die Zauberflöte con i Wiener Philharmoniker, Roberta Peters, Walter Berry ed Anneliese Rothenberger ed un concerto con musiche di Mozart nel 1963.
Durante questo periodo di tempo, si dedicò alla prima direzione di molte altre alla Berliner Philharmoniker, London Symphony Orchestra, Orchestra filarmonica di Israele, l'opera di San Francisco,  il Festival dei Due Mondi a Spoleto, e con Arthur Rubinstein a Parigi. In quattro anni, István Kertész aveva affermato una durevole reputazione internazionale.
Il suo debutto in Regno Unito ebbe luogo con la Royal Liverpool Philharmonic nel 1960. Cominciò una collaborazione con l'Orchestra Filarmonica di Israele, dirigendo come ospite un concerto al Mann Auditorium di Tel Aviv. In seguito diresse più di 378 composizioni con quell'orchestra nell'arco di undici anni.
Nel 1961 diresse due concerti con Rudolf Serkin nel Teatro alla Scala di Milano.
Nel 1964, István Kertész ricevette un posto all'Opera di Colonia dove diresse la prima performance tedesca di Billy Budd di Benjamin Britten, lo Stiffelio di Verdi così come numerose opere di Mozart, La clemenza di Tito, Don Giovanni, Così fan tutte, e Il flauto magico.
Conservando il suo precedente posto come direttore a Colonia, divenne anche direttore principale della London Symphony Orchestra dal 1965 al 1968 e si esibì anche alla Royal Opera House nel Covent Garden con Un ballo in maschera con Lucia Popp, Jon Vickers, Shirley Verrett ed Amy Shuard nel 1966 e Falstaff con Ilva Ligabue e Regina Resnik e Manon Lescaut nel 1968.
Durante i suoi tre anni alla direzione della London Symphony Orchestra, Kertész eseguì superbe performance, ed insieme all'orchestra venne acclamato per la registrazione di tutte le sinfonie di Dvořák.
Nel 1972 dirige i Wiener Philharmoniker in un concerto con musiche di Mozart al Festival di Salisburgo e per il Teatro La Fenice di Venezia il Requiem (Mozart) con Gundula Janowitz e la Sinfonia n. 40 (Mozart) nella Basilica di San Giorgio Maggiore sull'Isola di San Giorgio Maggiore.
István Kertész fu spesso ospite dell'Orchestra Filarmonica d'Israele, la Wiener Philharmoniker, l'Orchestra di Philadelphia, l'Orchestra sinfonica di Chicago, e molte altre. Fu ingaggiato come Direttore Principale della Bamberger Symphoniker nel 1973.
L'Orchestra di Cleveland aveva chiesto senza successo il suo ingaggio come direttore musicale l'anno prima. I musicisti dell'orchestra avevano votato 96 a favore e 2 contro per Kertész come sostituto di George Szell, ma la commissione rifiutò.
Il 16 aprile 1973, durante un tour di concerti, István Kertész annegò mentre nuotava presso la costa di  Herzliya. Al tempo, Kertész stava incidendo ciò che sarebbe diventata una famosa versione delle Variazioni su un tema di Haydn, op. 56a, di Brahms, e tutte le sinfonie dello stesso Brahms. Dopo la sua prematura morte, e come tributo, la Wiener Philharmoniker finì l'incisione delle Variazioni su un tema di Haydn.
A István Kertész sopravvissero la moglie, Edit Gabry, i suoi figli, Gabor, Peter, e Katarin, sua madre, Margrit Muresian Kertész Halmos, e sua sorella, Vera Kertész.

## Discografia parziale
- Bartók: Duke Bluebeard's Castle - Christa Ludwig/István Kertész/London Symphony Orchestra/Walter Berry, 1965 Decca
- Dvorak, Sinf. n. 1-9/Carnival/Casa mia - Kertész/LSO, Decca
- Dvorak, Sinf. n. 8, 9 - Kertész/LSO, 1962/1966 Decca
- Dvorak, Sinfonie/Poemi sinf./Ouvertures/Requiem - Kertész/LSO, 1966 Decca
- Mozart, Musica massonica - Kertész/LSO/Krenn, Decca
- Mozart, La Clemenza di Tito - Wiener Staatsopernorchester/Berganza/Krenn/Popp/Casula/Fassbaender/Franc, 1967, Decca
- Schubert: The Symphonies - Wiener Philharmoniker/István Kertész, Decca
- Smetana & Dvorak: Bohemian Rhapsody - Israel Philharmonic Orchestra/István Kertész/London Symphony Orchestra, Decca
- Kertész, The London Years/Gli anni di Londra, Decca
- Donizetti, Don Pasquale